# Idołta (przystanek kolejowy)
Idołta (biał. Ідолта, ros. Идолты, ros. nazwa normatywna Идолта) – przystanek kolejowy w miejscowości Tyczki, w rejonie miorskim, w obwodzie witebskim, na Białorusi. Położony jest na linii Woropajewo - Druja.
Nazwa pochodzi od pobliskiej miejscowości Idołta.